# 949年
| 千纪： | 1千纪 |
| 世纪： | 9世纪 \| 10世纪 \| 11世纪 |
| 年代： | 910年代 \| 920年代 \| 930年代 \| 940年代 \| 950年代 \| 960年代 \| 970年代                                                                        |
| 年份： | 944年 \| 945年 \| 946年 \| 947年 \| 948年 \| 949年 \| 950年 \| 951年 \| 952年 \| 953年 \| 954年                                                  |
| 纪年： | 己酉年（鸡年）；于阗同慶三十八年；辽天祿三年；南汉乾和七年；后蜀广政十二年；南唐保大七年；大理至治四年；后汉（吴越、荆南、马楚）祐二年；日本天曆三年 |

## 大事记
- 後漢將領郭威相繼平定永興（今陝西西安）趙思綰、鳳翔王景崇與河中（今山西永濟）李守貞的叛亂。
- 十二月，南州刺史董思安遭留從效的兄長、南州副使留從願毒殺，留從願自任南州刺史，南唐遂設立清源軍，封留從效為清源軍節度使、泉漳等州觀察使。
- 拜占庭帝國再度派人考察克里特埃米爾國。
- 匈牙利人在拉鎮擊敗巴伐利亞軍隊。

## 逝世
- 趙思綰，五代十國軍事人物。
- 王景崇，五代十國軍事人物。
- 李守貞，五代十國軍事人物。
- 雲門文偃，五代十國禪宗僧人。
- 陽成天皇，日本天皇。
- 穆斯塔克菲一世，阿拉伯帝國阿拔斯王朝哈里發。